# Union Sportive de Mohammédia
L'Union Sportive de Mohammédia, meglio noto come US Mohammédia o con l'acronimo USM, è una società calcistica marocchina con sede nella città di Mohammédia.

## Storia
La squadra venne fondata nel 1946 e militò nella massima serie marocchina per sei stagioni nel periodo tra il 1979 e il 1988. Miglior piazzamento ottenuto in campionato fu il terzo posto nella stagione 1979-1980, quella di esordio nella massima serie. Dopo la retrocessione in cadetteria avvenuta nella stagione 1987-1988 la squadra ha militato sempre nelle serie inferiori.

## Palmarès

### Competizioni nazionali
- Botola 2: 2

1978-1979, 1984-1985